# فلايت جير
فلايت جير (بالإنجليزية: FlightGear)‏، هي لعبة فيديو تحاكي الواقع عن قيادة الطيران، صدرت سنة 1997، وتعمل على منصات مايكروسوفت ويندوز، لينكس وماك أو إس.

## المواقع الخارجية
- الموقع الرسمي
 (الإنكليزية)
- فلايت جير على موقع سورس فورج
- About FlightProSim, Flight Simulator Plus, ProFlightSimulator and EarthFlightSim